# Froidfond
Froidfond là một xã ở tỉnh Vendée trong vùng Pays de la Loire, Pháp. Xã này có diện tích 21,51 kilômét vuông, dân số năm 2006 là 1204 người. Xã này nằm ở khu vực có độ cao trung bình 27 mét trên mực nước biển.

## Biến động dân số
| Năm | 1962 | 1968 | 1975 | 1982 | 1990 | 1999 | 2006  |
| --- | ---- | ---- | ---- | ---- | ---- | ---- | ----- |
| Dân số | 716  | 756  | 743  | 820  | 878  | 929  | 1 204 |
| From the year 1962 on: No double counting—residents of multiple communes (e.g. students and military personnel) are counted only once. |      |      |      |      |      |      |       |